# 綾波號驅逐艦 (吹雪型)
綾波（日语：／ Ayanami ?）是大日本帝國海軍的驅逐艦。特型驅逐艦（吹雪型）第11號艦。於日本海軍中曾經有兩艦使用該名稱作為艦名。
雖然是特型驅逐艦第11號艦，但實際上為吹雪型的改良艦，在「特型II型驅逐艦（綾波型）」的分類下為一號艦。與吹雪型（I型）最主要的分別為煙囪的形狀，以及的主砲類型。

## 艦歷

### 動工至太平洋戰爭開戰
根據昭和2年度艦艇補充計劃，於1928年（昭和3年）1月20日，在大阪藤永田造船所動工，初時名為「第四十五號驅逐艦」。在正式命名為「綾波」後，於翌年10月5日下水，並於1930年4月30日竣工。當時隸屬於第2艦隊第十九驅逐隊。
在1932年（昭和7年），參與了第一次上海事變中的上海登陸作戰。在1935年，由於吸收了第四艦隊事件等的教訓，所以在後來進行了主砲替換等將重心下移的改裝。於1937年日中戰爭全面爆發後，參加了8月的呉淞登陸、11月的杭州灣登陸等作戰。而在1941年2月至3月，則負責在華南作戰中封鎖沿岸的任務。

### 戰爭初期
於12月8日，太平洋戰爭開戰時，隸屬於南方部隊，並參加馬來作戰，當時是為山下奉文中將轄下的第一次上陸部隊作護衛。直至1942年初，也是一直為馬來作戰的增援部隊作護衛。當時與「綾波」同於第十九驅逐隊的3艘僚艦（磯波、浦波、敷波），均是以「波」字為名的特型驅逐艦。期間，於1941年（昭和16年）12月19日，這時「綾波」隸屬於第1艦隊第13水雷戰隊，在哥打巴鲁近海，與輕巡洋艦「川內」、驅逐艦「天霧」、「浦波」及「夕霧」共同將荷蘭海軍潛艇「O-20」以砲擊擊沉。於1942年（昭和17年）在印度洋為登陸作戰進行支援。於2月17日，因在阿南巴斯群島水域觸及暗礁令螺旋槳受損，所以一直留在馬來部隊而沒有參加蘭印作戰。在6月的中途島作戰中，作為主力部隊的警戒隊參戰。8月開始，被編派到所羅門海域，在此之後，主要為瓜達爾卡納爾島進行運輸任務。

### 第三次所羅門海戰

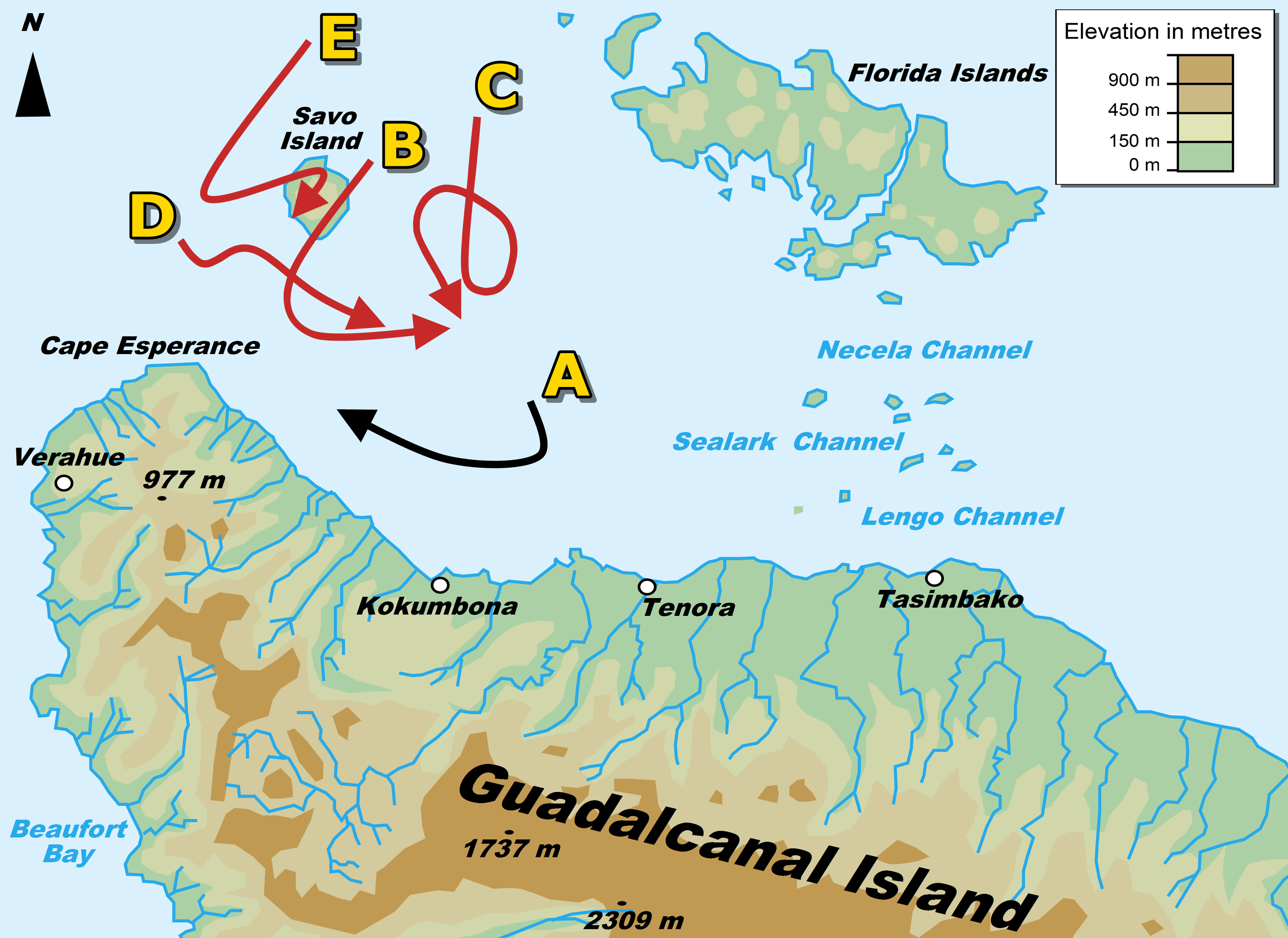
第3次所羅門海戰第2夜戰圖。薩沃島的位置與標示的位置有些微誤差。薩沃島的位置應為B與C之間。

第三次所羅門海戰第二夜戰於1942年11月14日至翌日爆發，當時近藤信竹中將麾下的第2艦隊奉命前往瓜達爾卡納爾島（地圖下側的大片陸地）的飛行場進行砲擊。當時，參與作戰的艦艇有作為射擊隊（圖中的E）的戰艦「霧島」、2艘重巡洋艦「高雄」、「愛宕」，以及由輕巡洋艦「長良」所率領的6艘驅逐艦所組成的直衛隊（圖中的D），而負責為這兩艦隊作前路警戒的掃討隊，則為於薩沃島（圖中左上方小島）附近航行的輕巡洋艦「川内」及下轄的「綾波」、「敷波」、「浦波」。在沒有發現敵軍後，掃討隊在薩沃島開始兵分兩路進行哨戒，「川内」、「綾波」在薩沃島西側，而「敷波」、「浦波」則在薩沃島東側。
此時在薩沃島東側航行的「浦波」，發現敵方艦隊以單縱陣在薩沃島南水道向西航行。在向「川内」報告後開始尾隨敵軍。而這「敵方艦隊」是包括有戰艦「南達科他」號（USS South Dakota, BB-57）及「華盛頓」號（USS Washington, BB-56）的美軍主力艦隊（圖中的A）。與「綾波」一同航行的「川內」由於需向「浦波」隊提供支援，所以急速與「綾波」分離，並準備與正通過薩沃島北側的「浦波」隊會合。
這樣「綾波」就按照當初預定一樣通過薩沃島西側進行哨戒航行，並以單艦（圖中的B）繞過薩沃島南側與繞圈的掃討隊主隊（圖中的C）會合。而這分離卻決定了「綾波」的命運。
21時16分，進入了薩沃島南水道的「綾波」的瞭望員在靠近艦首右方距離8000發現以單縱陣航行的美軍艦隊。同時間，正與美軍艦隊交戰﹐屬於掃討隊主隊的「川內」向日本艦隊全艦報告『發現敵方艦隊（敵艦隊発見）』，不過「綾波」卻接收不到這個報告（有可能通訊電波被薩沃島阻擋）。此時，「綾波」艦長作間英邇中佐下達了「右砲戰、右魚雷戰」的命令，在向主隊報告「敵方為驅逐艦4隻、重巡1隻」（將戰艦誤認為重巡洋艦）後將航速增至30節並開始突擊。不幸地，此時掃討隊主隊的「川内」及2艘驅逐艦艦因形勢不利暫時往後退卻。就此變成了「綾波」單艦面對美軍2艘戰艦、4艘驅逐艦的局面。
「綾波」這個突擊很快就被美軍艦隊發現，並開始受列美軍砲擊，而「綾波」則在與美軍距離5000的範圍，在艦長下令後開始向美軍進行砲擊。第一擊的砲彈不但捕捉到美軍3號艦「普雷斯頓」號（USS Preston, DD-379），更命中一號艦「瓦爾克」號（USS Walke, DD-416），令其發生火災。
另一方面，「綾波」被美軍艦隊集中火砲攻擊，第1煙囪更被砲彈命中，亦間接令1號3聯裝魚雷發射管在準備發射前發生故障，3枚魚雷堵塞在發射管中並向艦軸線旋轉，導致不能發射﹐同時放置在左舷的艦載內火艇內的汽油箱發生火災，隨時波及艦上存放的魚雷。作間艦長因此下令能進行攻擊的2號和3號3聯裝魚雷發射管立刻發射。這次發射的魚雷擊中「瓦爾克」號的艦首。「瓦爾克」號的前部主砲彈藥庫因而被誘爆，艦體斷成兩節沈沒。而美軍2號艦「班漢」號（USS Benham, DD-397）亦被魚雷命中。「班漢」號因艦首損壞不能航行，而令行進落後於艦隊。「班漢」號在翌日15日在成功進行應急維修後，以5節的速度航向埃斯皮里圖桑托，但在下午因破口再度損毀而沈沒。
儘管取得這個戰果，但「綾波」亦被美軍的反擊命中，當中2號砲塔受損，引擊室更被2發砲彈擊中，導致不能航行及操舵。這時作為別働隊的直衛隊，其輕巡洋艦「長良」及以下的5艘驅逐艦「五月雨」、「電」「白雪」「初雪」（「朝雲」、「照月」是從射擊隊的直衛中分離）剛好趕到戰場。在這戰鬥開始後，由於美軍艦隊3號艦「雷斯」號之前被「綾波」的砲擊擊中發生火災，而成為日本艦隊醒目的目標，最後在不能航行的情況下沈沒。而美軍直衛隊的4號艦「葛文」號（USS Gwin, DD-433）亦受到中度損毀，行進落後於美軍艦隊。
其後，由於「霧島」與「南達科他」號及「華盛頓」號進行戰艦之間的砲擊戰，所以沒有參加該次戰鬥。
蒙受重大損傷的「綾波」開始漂流，在吃水線下因中彈而完全浸水。而上甲板亦因發生大火並且不能撲滅，更因魚雷隨時會發生誘爆，所以作間艦長下達全員退艦的命令。生還者全部跳進海中，並由趕到的「浦波」救起。在「浦波」收容了全部生還者後，「綾波」發生魚雷誘爆。在兩次爆炸後「綾波」沈入大海。「綾波」上的戰死者共30人。如再加上由「浦波」救起後死亡的，總共有42人戰死。一部分生還者被送到瓜達爾卡納爾島。
在「綾波」沈沒後漂流的兵士，因巨大的戰果（當時與「綾波」交戰後被擊沈的敵艦有3艘，當中有1艘被誤認為重巡洋艦）而令士氣十分高昂，在「綾波」沈沒之前，所有的深水炸彈已加上安全裝置才沈入海中，而艦上的零散的物件，是在兵士們準備跳進海前全丟往海裡，所以免除了溺死、壓死的危險。亦有兵士儘管自己所屬的艦隻沈沒，也在漂流期間合唱軍歌。

### 戰果
- 「綾波」在日本艦隊中，其表現是算為突出，在第三次所羅門海戰期間，當時整支第2艦隊總共擊沈擊傷了4艘敵艦[2]，當中一半戰果就是是出自「綾波」。其中以「綾波」單艦攻擊包含戰艦的美軍艦隊，最後更擊沈2艘、重傷1艘驅逐艦，也令「南達科他」號的供電切斷[來源請求]（當時日本方面誤認「南達科他」號為重巡洋艦，並因「從重巡實施的砲擊停止」就判斷該「重巡」被擊沉（實際上進行射擊的是「南達科他」號的高平兩用砲。）。但是這為沒有明確根據的異説。）並使其不能發砲，作為一艘驅逐艦取得這個戰果是算是一個特例。
- 雖然自身沉沒，但參與奮戰的乘員生還人數極多，當中有8成人員生還，特別包括了艦長，這亦為公開的証明。
- 近藤中將於這次戰鬥中拙劣的指揮非常顯眼，美軍的威利斯·李中將反而一戰成名，而日本軍方面失去戰艦「霧島」，更證明雷達引導射擊為有效的（這於聖貝納迪諾海峽海戰等夜戰中日本軍敗北的原因），除戰沒艦的數目上均是美軍佔優（一般都以日本軍是戰術勝利，美軍為戰略勝利，綜合而言為的美軍的勝利）。

## 歷代艦長

### 艤裝員長
1. 後藤鐵五郎 中佐：1929年11月30日－

### 艦長
1. 後藤鐵五郎 中佐：1930年4月30日－
2. 河原金之輔 中佐：1931年12月1日－
3. 藤田俊造 中佐：1933年11月15日－
4. 崎山釋夫 中佐：1935年11月15日－
5. 杉野修一 中佐：1936年12月1日－
6. 白石長義 少佐：1937年11月15日－
7. 原為一 中佐：1938年12月1日－
8. 有馬時吉 少佐：1939年11月15日－
9. 作間英邇 中佐：1941年9月12日－

## 註腳
1. 1 2 3  #聯合艦隊軍艦銘銘伝377頁
2. ↑  #聯合艦隊軍艦銘銘伝378頁